# Cryptocarya beddomei
Cryptocarya beddomei är en lagerväxtart som beskrevs av James Sykes Gamble. Cryptocarya beddomei ingår i släktet Cryptocarya och familjen lagerväxter. Inga underarter finns listade i Catalogue of Life.